# Дзежонзна (Серадзький повіт)
Дзежонзна (пол. Dzierzązna) — село в Польщі, у гміні Варта Серадзького повіту Лодзинського воєводства.
Населення — 174 особи (2011).
У 1975-1998 роках село належало до Серадзького воєводства.

## Демографія
Демографічна структура станом на 31 березня 2011 року:
|          | Загалом | Допрацездатний вік | Працездатний вік | Постпрацездатний вік |
| -------- | ------- | ------------------ | ---------------- | -------------------- |
| Чоловіки | 91      | 18                 | 57               | 16                   |
| Жінки    | 83      | 17                 | 41               | 25                   |
| Разом    | 174     | 35                 | 98               | 41                   |